# Pseudotriphyllus nepalensis
Pseudotriphyllus nepalensis is een keversoort uit de familie boomzwamkevers (Mycetophagidae). De wetenschappelijke naam van de soort werd in 2003 gepubliceerd door Nikitsky.